# Gordon Mumma
Gordon Mumma (Framingham, 30 marzo 1935) è un compositore statunitense di musica d'avanguardia.
Viene considerato uno dei pionieri dell'arte multimediale.

## Biografia
Studiò all'Università del Michigan nel 1952 interrompendo gli studi dopo un anno. Le sue prime composizioni, ispirate alla musica di compositori tradizionali, (Bach, Haydn, Bartók, Schönberg, Webern, Ives) erano eseguite da complessi di pianoforti. Durante gli anni sessanta, Mumma divenne, assieme a Robert Ashley, cofondatore del Cooperative Studio for Electronic Music e dell'Once Festival della città di Ann Arbor. A cavallo fra gli anni sessanta e settanta divenne membro della compagnia di danza di Merce Cunningham, nonché cofondatore dei Sonic Arts Union con Ashley, Alvin Lucier, e David Behrman. Ha lavorato come professore di musica nell'Università della California, Santa Cruz ed al Mills College, dove ha guadagnato alcuni titoli d'onore per la sua professione.

## Discografia

### Album in studio
- 1979 - Dresden / Venezia / Megaton
- 1986 - Mesa / Pontpoint / Fwyyn
- 1988 - Electroacoustic Music Analog And Digital / Live Performance Music Acoustical And Cybersonic
- 1989 - Echosynodiae / Truro Synodicle
- 2002 - Live-Electronic Music
- 2005 - Electronic Music Of Theatre And Public Activity
- 2006 - Rainforest / 4 Mographs, 2 Sections From Gestures II (con David Tudor)
- 2008 - Gordon Mumma - Daan Vandewalle - Music For Solo Piano (1960-2001)

### Antologie
- 2000 - Studio Retrospect - 2000

### Video album
- 1976 - Music With Roots In The Aether